# Gestione del rischio
La gestione del rischio (in inglese risk management) è il processo mediante il quale si misura o si stima il rischio e successivamente si sviluppano delle strategie per governarlo.
Si occupano di gestione del rischio sia le grandi imprese che hanno dei team appositi, sia le piccole imprese che praticano informalmente la gestione del rischio.
La figura professionale che si occupa di gestire i rischi si chiama gestore del rischio o risk manager.

## Caratteristiche
Di regola, le strategie impiegate includono il trasferimento del rischio a terze parti, l'evitare il rischio, il ridurre l'effetto negativo ed infine l'accettare in parte o totalmente le conseguenze di un particolare rischio.
Essa focalizza sui rischi derivanti da cause fisiche o legali come ad esempio, disastri naturali, incendi, morti e processi penali. La gestione del rischio finanziario, invece, focalizza sui rischi governabili usando strumenti di trade finanziario. 
Occorre notare che recentemente il concetto di rischio tende ad ampliarsi in "rischio/opportunità", dove insieme ad impatti negativi (danni) sono associati anche potenziali impatti positivi (opportunità) da perseguire. Questa apertura è spinta dal significato della parola rischio in inglese (risk), meno precisa e rigida rispetto alla traduzione "rischio" in italiano.

## Le fasi del processo
Cinque sono i passi così descritti in un progetto originario dell'Australia e della Nuova Zelanda:
1. Stabilire il contesto
2. Identificare i rischi
3. Analizzare i rischi
4. Valutare i rischi
5. Controllare i rischi

Spesso il passo "controllare i rischi" viene diviso in una fase di preparazione ed approvazione del Piano di azione del rischio (Risk Action Plan) ed in una fase di esecuzione, controllo e modifica del piano.
In parallelo col processo centrale, sono richieste doti di comunicazione e di consultazione. Monitorare e revisionare è parte intrinseca del processo in modo da assicurare che venga eseguito tempestivamente; l'identificazione, l'analisi, la valutazione ed il controllo sono sempre aggiornati.
La gestione del rischio è quindi un processo ricorsivo, soggetto ad aggiornamenti, che non si esaurisce nell'identificazione iniziale dei rischi.

### Stabilire il contesto
Stabilire il contesto include pianificare il residuo del processo, l'identità e lo scopo sono fondamentali, le basi sulle quali il rischio sarà valutato e definire lo schema per il processo, l'agenda per l'identificazione e l'analisi.

### Identificare i rischi
Dopo aver stabilito il contesto, il passo successivo nel processo di controllo è quello di identificare i rischi potenziali. I rischi sono connessi a eventi che quando si verificano causano problemi. Pertanto l'identificazione del rischio può iniziare dalla causa dei problemi o dal problema stesso.
- Analisi della causa: la sorgente di rischio può essere interna o esterna al sistema oggetto della gestione del rischio. Esempi di sorgente di rischio sono: i partecipanti a un progetto, i dipendenti di un'azienda oppure il tempo atmosferico nei cieli di un aeroporto.
- Analisi del problema: i rischi sono collegati all'identificazione dei pericoli (o minacce). Ad esempio: il pericolo di perdere soldi, il pericolo di violazione di informazioni riservate o il pericolo di errori umani, incidenti o infortuni. Le minacce possono essere correlate a vari soggetti, le più importanti sono connesse con gli azionisti, i clienti e le autorità governative.

Quando sono note le origini o i problemi, l'evento che un'origine può attivare o l'evento che può condurre ad un problema possono essere oggetto di approfondimento. Per esempio, i soci che partecipano a un progetto che si ritirano durante lo svolgimento dello stesso possono mettere in pericolo il finanziamento del progetto; informazioni riservate possono essere sottratte dai dipendenti autorizzati anche se la rete informatica è protetta da intrusioni esterne; un fulmine può colpire un aereo durante il decollo e ferire tutti i passeggeri a bordo.
Il metodo per identificare i rischi può dipendere dalla cultura, dalla pratica d'industria e dall'accondiscendenza.
I metodi d'identificazione sono formati da template o dallo sviluppo di template per l'identificazione della sorgente, problema o evento. I più comuni metodi di identificazione del rischio sono:
- Basato su obiettivi: le organizzazioni e i team di progetto hanno degli obiettivi. Ogni evento che può mettere in pericolo l'acquisizione di un obiettivo è identificato come rischio.
- Basato sullo scenario: nell'analisi di scenario sono creati differenti scenari. Gli scenari possono essere l'alternativa per acquisire un obiettivo, per esempio un'analisi dell'interazione di forze in una battaglia di marketing. Ogni evento che attiva uno scenario alternativo indesiderato è identificato come un rischio.

### Priorità

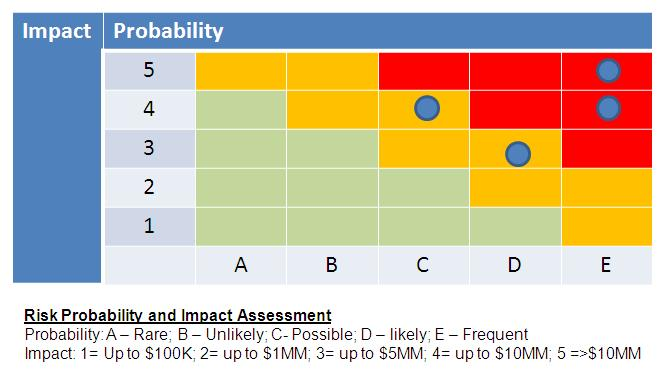
Esempio di diagramma probabilità-impatto. In rosso le situazioni più gravi

In una gestione del rischio ideale sono trattati per primi i rischi correlati ad una grande perdita e una grande probabilità di accadere, mentre i rischi con bassa probabilità di occorrenza e basse perdite sono trattati con ritardo. In pratica il processo può essere estremamente complesso, infatti rischi con alta probabilità di occorrenza, ma con bassa perdita, e rischi con alta perdita, ma bassa probabilità di occorrenza, possono essere mal governati.
La gestione del rischio molto spesso si confronta con la difficoltà di allocare propriamente le risorse; questo concetto si dice costo di opportunità. Tempo e risorse spese per la gestione del rischio potrebbero essere spese per attività più redditizie. Inoltre la gestione del rischio ideale spende un ammontare di risorse il minimo indispensabile nel processo di riduzione degli effetti negativi dei rischi. Il costo di opportunità differisce dal costo monetario perché comprende non solo il denaro per acquisire il bene ma anche il valore del tempo speso per consumarlo, le aspettative e le opportunità perse. Se un bene non ha costo, può però sempre avere un costo di opportunità.
Tra i compiti del gestore del rischio vi è quello di prevenire ed evitare anche le cosiddette red flag, ovvero tutti quegli «schemi, una pratiche o attività specifica che indicano la possibile esistenza di corruzione, pratica illecita o frode».